# حجة القانون الطبيعي
كانت حجة القانون الطبيعي  لوجود الله تحظى بشعبية خاصة في القرن الثامن عشر نتيجة لتأثير السير إسحاق نيوتن. وقد عدلت حجة القوانين الطبيعية لإثبات وجود لله من قبل شخصيات مسيحية مثل توما الأكويني، من أجل احتواء الكتاب المقدس وإنشاء قانون يهودي مسيحي غائي. وهي منتشرة في الأدبيات الأسلامية باسم دليل النظم، ومن الذين طرحوها مجددًا أستاذ الرياضيات في جامعة أوكسفورد جون لينكس في كتابه حانوتي الله؛ هل دفن العلم الله، وهذه الحجة تعمل من طرفين فالقانون الطبيعي يدل على وجود إله ﴿وَالْأَرْضَ مَدَدْنَاهَا وَأَلْقَيْنَا فِيهَا رَوَاسِيَ وَأَنْبَتْنَا فِيهَا مِنْ كُلِّ شَيْءٍ مَوْزُونٍ ۝١٩﴾ [الحجر:19]، ومن الطرف المقابل فإن الإنسان المؤمن يتعامل مع الكون على أنه قائم على التصميم والنظام وليس على الفوضى والعشوائية فيسعى لاكتشاف تركيبه وقوانينه يقول سي. إس. لويس «أصبحت الناس علماء لأنهم توقعوا وجود قانون في الطبيعية، وسبب توقعهم وجود القانون في الطبيعية لإيمانهم بوجود واضع للقانون»، ويقول مؤسس العلم الحديث فرانسيس بيكون
| حجة القانون الطبيعي | أن الله قدم لنا كتابين كتاب الطبيعية والكتاب المقدس، وعلينا حقيقة أن ندرس كلا الكتابين بطريقة ملائمة وأن نعمل عقولنا في دراستهما معاً. | حجة القانون الطبيعي |

 ويصف يوهانس كيبلر دوافعه العلمية كذلك فيقول «يجب أن يكون الهدف الرئيسي لكل التحريات للعالم الخارجي هي اكتشاف النظام العقلاني الذي فرضه الله عليه والذي أرسله إلينا بلغة الرياضيات»